# Sistema americano
El Sistema americano fue un plan económico mercantilista estadounidense basado en las ideas de la Escuela americana de Alexander Hamilton, desarrolladas más tarde por Friedrich List, que proponía aranceles elevados para apoyar obras públicas (como la construcción de carreteras), un banco nacional para fomentar las empresas productivas, y crear una moneda nacional. Se suponía que este programa permitiría a los Estados Unidos crecer y prosperar al proporcionar defensa contra el dumping de productos extranjeros más baratos, principalmente del imperio británico.

## Historia
El Partido Whig y un número de líderes políticos incluyendo a Henry Clay, John C. Calhoun y John Quincy Adams propusieron un plan para fortalecer y unificar la nación que incluía aranceles elevados, mantener los precios de la tierra pública elevados para generar ingresos, creación de un banco nacional y el desarrollo de obras públicas. Clay utilizó por primera vez el término Sistema americano en 1824 aunque había estado trabajando en sus detalles muchos años antes.
Tanto el Sur como el Oeste de EE. UU. se oponían porque estas regiones exportaban productos agrícolas y no querían pagar más caros los productos manufacturados que necesitaban.
El Congreso aprobó algunas medidas de este plan. El Segundo Banco de los Estados Unidos fue reconstituido en 1816 por 20 años y los aranceles elevados se mantuvieron desde los días de Hamilton hasta 1832. Sin embargo, el sistema nacional de obras públicas nunca fue financiado adecuadamente, debido en parte, a envidias entre facciones y disputas constitucionales sobre esos gastos.

## Puntos principales
El establecimiento de un arancel, un impuesto del 20%-25% a bienes importados, que permitiera proteger los negocios nacionales de la competencia extranjera. El Congreso aprobó un arancel en 1816 que encarecía los bienes europeos auspiciando el consumo de bienes estadounidenses que resultaban relativamente más económicos. 
El establecimiento de un banco nacional que promoviese una moneda única en todo el país, facilitando el comercio y emitiese lo que se llamó «crédito soberano», es decir crédito emitido por el gobierno nacional en vez de prestado por el sistema de banca privada. En 1816, el Congreso creó el Segundo Banco de los Estados Unidos. 
Mejoras en las infraestructuras de país, sobre todo el transporte, facilitaron el comercio para todos haciéndolo más rápido. La mala calidad de las vías de comunicación resultaban en un transporte lento y costoso.
Este programa se convirtió en el principio fundamental del Partido Whig de Henry Clay y Daniel Webster. Opuestos a él se encontraba el Partido Demócrata de Andrew Jackson, Martin Van Buren, James K. Polk, Franklin Pierce, y James Buchanan antes de la guerra de secesión.
El Canal de Erie y la carretera de Cumberland fueron algunas de las obras públicas más importantes creadas bajo el Sistema americano.

### Libros modernos
- Michael, Diaz, The Promise of American Life (2005-reprint)
- Joseph Dorfman. The Economic Mind in American Civilization, 1606-1865 (1947) 2 vol
- Eckes, Jr. Alfred E. "Opening America's Market-U.S. Foreign Trade Policy Since (1995) University of North Carolina Press
- Foner, Eric. Free Soil, Free Labor, Free Men: The Ideology of the Republican Party before the Civil War (1970)
- Gill, William J. Trade Wars Against America: A History of United States Trade and Monetary Policy (1990)
- Carter Goodrich, Government Promotion of American Canals and Railroads, 1800-1890 (Greenwood Press, 1960)
  - Goodrich, Carter. "American Development Policy: the Case of Internal Improvements," Journal of Economic History, 16 ( 1956), 449-60. in JSTOR
  - Goodrich, Carter. "National Planning of Internal Improvements," Political Science Quarterly, 63 (1948), 16-44. in JSTOR
- John Lauritz Larson. Internal Improvement: National Public Works and the Promise of Popular Government in the Early United States (2001)
- Lively, Robert A. "The American System, a Review Article," Business History Review, XXIX (March, 1955), 81-96. recommended starting point
- Lind, Michael Hamilton's Republic: Readings in the American Democratic Nationalist Tradition (1997)
- Lind, Michael What Lincoln Believed: The Values and Convictions of America's Greatest President (2004)
- Remini, Robert V. Henry Clay: Statesman for the Union. , 1991
- Edward Stanwood, American Tariff Controversies in the 19th Century (1903; reprint 1974), 2 vols., favors protectionism
- Charles M. Wiltse, John C. Calhoun: Nationalist, 1782-1828 (1944)

### Libros antiguos
- G. B. Curtiss, Protection and Prosperity: an ; W. H. Dawson, Protection in Germany (London, 1904
- Alexander Hamilton, Report on the Subject of Manufactures, communicated to the House of Representatives, 5 December 1791
- H. C. Carey, Principles of Social Science (3 vols., Philadelphia, 1858–1859), Harmony of Interests Agricultural, Manufacturing and Commercial (Philadelphia, 1873)
- Friedrich List, Outlines of American Political Economy (1980-reprint)
- Friedrich List, National System of Political Economy (1994-reprint)
- A. M. Low, Protection in the United States (London, 1904); H. 0. Meredith, Protection in France (London, 1904)
- Ellis H. Roberts, Government Revenue, especially the American System, an argument for industrial freedom against the fallacies of free trade (Boston, 1884)
- J. P. Young, Protection and Progress: a Study of the Economic Bases of the American Protective System (Chicago, 1900)
- Clay, Henry. The Papers of Henry Clay, 1797-1852. Edited by James Hopkins

- Datos: Q2252521